# Heinrich Mederow
Heinrich Mederow, född 20 september 1945 i Königs Wusterhausen i Tyskland, är en östtysk roddare.
Han tog OS-brons i åtta med styrman i samband med de olympiska roddtävlingarna 1972 i München.